# Drogheda United
Der Drogheda United Football Club (Irisch: Cumann Peile Dhroichead Átha Aontaithe) ist ein 1919 gegründeter Fußballverein aus der irischen Stadt Drogheda. Der Verein in seiner heutigen Form entstand 1975 durch die Fusion des Drogheda F.C. mit Drogheda United und spielt seitdem in der League of Ireland.

## Geschichte
Drogheda United wurde zwar bereits 1919 gegründet, doch spielte die Mannschaft stets in unterklassigen Ligen. Als sich in Drogheda die Idee eines Profiteams für die League of Ireland entwickelte, wurde nicht United verstärkt, sondern 1961 ein neuer Verein gegründet: Drogheda F.C. Dieser wurde 1962 bei einer Ligareform in die Football League of Ireland aufgenommen. In den ersten Jahren war die Mannschaft nur mäßig erfolgreich; lediglich 1971 gelang der Einzug ins Finale des irischen Pokals, dieses ging jedoch in einem Wiederholungsspiel mit 0:3 gegen Limerick verloren. 1975 fusionierten der F.C. und United unter Beibehaltung des Namens United und der Startberechtigung des F.C. in der Football League of Ireland. Bereits im ersten Jahr nach dem Zusammenschluss gelang der erneute, wiederum erfolglose Einzug in das Endspiel des Pokals.
Anfang der 1980er Jahre war United sehr erfolgreich; 1982/83 wurde die Mannschaft Vizemeister der irischen Republik und qualifizierte sich für den UEFA-Cup 1983/84; sie schied allerdings in der ersten Runde gegen Tottenham Hotspur nach zwei verloren Spielen mit einem Torverhältnis von insgesamt 0:14 aus. In der gleich Saison gewann man aber auch den Ligapokal. Ab Ende der 1980er Jahre musste United eine Durststrecke als „Fahrstuhlmannschaft“ durchleben, sie stiegen mehrfach in die First Division ab. Anfang des neuen Jahrtausends lief es dann besser für United, daher wurde ein größeres Stadion in Angriff genommen.
Im Winter/Frühjahr 2005/06 sollten dann die beiden größten Erfolge der Mannschaft gelingen, zuerst im Dezember 2005 der Sieg gegen den irischen Meister 2005 Cork City im Pokalfinale und damit die Qualifikation sowohl für den UEFA-Cup als auch den Setanta Sports Cup und dann am 22. April 2006 wiederum durch einen Sieg gegen Cork City der Gewinn desselben, als erster Mannschaft aus der Republik Irland überhaupt. 2007 konnte mit sieben Punkten Vorsprung die erste irische Meisterschaft gefeiert werden. 2009 wurde Drogheda Tabellenvorletzter der Premier Division und erreichte den Klassenverbleib nur durch den glücklichen Umstand, dass Derry City die Lizenz entzogen wurde und in der Abstiegs-Relegation schließlich die Bray Wanderers mit 2:0 besiegt wurden. 2012 erreichte man den 2. Platz in der Liga und gewann außerdem den League of Ireland Cup im Finale mit 3:1 gegen Shamrock Rovers.
In der Saison 2024 wurde der Klassenerhalt erneut nur über die Relegation (wiederum gegen Bray Wanderers) erreicht, dagegen gelang im Pokal eine Überraschung, die Mannschaft schlug den Favoriten Derry City mit 2:0.

## Emblem
Das Emblem des Traditionsvereins mit Stern und Halbmond verwendet Elemente des Stadtwappens von Drogheda. Annahmen, der Halbmond stelle eine Referenz an das Osmanische Reich dar, das 1847 während der Großen Hungersnot in Irland Schiffe mit Lebensmitteln nach Irland schickte, seien nicht stichhaltig, da das Stadtwappen mit Halbmond schon vorher (1844) schriftlich erwähnt wurde und bis ins Mittelalter zurückzuverfolgen sein soll.

## Erfolge
- Irischer Meister (1)
  - 2007

- Irischer Pokalsieger (2)
  - 2005, 2024

- Irischer Ligapokalsieger (2)
  - 1983/84, 2012

- Setanta Sports Cup (2)
  - 2006, 2007

## Europapokalbilanz
| Saison  | Wettbewerb            | Runde                  | Gegner             | Gesamt            | Hin     | Rück          |
| ------- | --------------------- | ---------------------- | ------------------ | ----------------- | ------- | ------------- |
| 1983/84 | UEFA-Pokal            | 1. Runde               | Tottenham Hotspur  | 00:14             | 0:6 (H) | 0:8 (A)       |
| 2006/07 | UEFA-Pokal            | 1. Qualifikationsrunde | HJK Helsinki       | 4:2               | 1:1 (A) | 3:1 n. V. (H) |
| 2006/07 | UEFA-Pokal            | 2. Qualifikationsrunde | Start Kristiansand | 1:1 (10:11 i. E.) | 0:1 (A) | 1:0 n. V. (H) |
| 2007/08 | UEFA-Pokal            | 1. Qualifikationsrunde | AC Libertas        | 4:1               | 1:1 (A) | 3:0 (H)       |
| 2007/08 | UEFA-Pokal            | 2. Qualifikationsrunde | Helsingborgs IF    | 1:4               | 1:1 (H) | 0:3 (A)       |
| 2008/09 | UEFA Champions League | 1. Qualifikationsrunde | FC Levadia Tallinn | 3:1               | 2:1 (H) | 1:0 (A)       |
| 2008/09 | UEFA Champions League | 2. Qualifikationsrunde | Dynamo Kiew        | 3:4               | 1:2 (H) | 2:2 (A)       |
| 2013/14 | UEFA Europa League    | 1. Qualifikationsrunde | Malmö FF           | 0:2               | 0:0 (H) | 0:2 (A)       |

Gesamtbilanz: 16 Spiele, 5 Siege, 5 Unentschieden, 6 Niederlagen, 16:29 Tore (Tordifferenz −13)

## Fanfreundschaft
Es besteht eine Fanfreundschaft zum türkischen Verein Trabzonspor, welcher die gleichen Farben trägt.